# Vergongheon
Vergongheon é uma comuna francesa na região administrativa de Auvérnia-Ródano-Alpes, no departamento de Alto Loire. Estende-se por uma área de 12,59 km². Em 2010 a comuna tinha 1 885 habitantes (densidade: 149,7 hab./km²).